# Iwan Sierbin
Iwan Dmitrijewicz Sierbin (ros. Сербин Иван Дмитриевич, ur. 25 lutego 1910 w Jekaterynodarze (obecnie Krasnodar), zm. 15 lutego 1981 w Moskwie) – radziecki działacz partyjny.

## Życiorys
Od 1931 w WKP(b), w 1935 ukończył studia na Uniwersytecie Moskiewskim, w latach 1935-1936 aspirant Naukowo-Badawczego Instytutu Mechaniki i Matematyki przy Uniwersytecie Moskiewskim, w latach 1936-1941 kolejno inżynier technolog, zastępca szefa wydziału, organizator partyjny WKP(b) fabryki i sekretarz Komitetu Miejskiego WKP(b) w Podolsku. Następnie dyrektor filii fabryki w Barnaule i pracownik Komitetu Miejskiego WKP(b) w Barnaule, w latach 1942-1946 instruktor, kierownik sektora i zastępca kierownika wydziału Zarządu Kadr KC WKP(b), od 1946 do 10 lipca 1948 kierownik Wydziału Przemysłu Zbrojeniowego Zarządu Kadr KC WKP(b). Od 10 lipca 1948 do 13 czerwca 1950 zastępca kierownika Wydziału Budowy Maszyn KC WKP(b), od 13 czerwca 1950 do 1952 kierownik tego wydziału, między 1952 a 1953 zastępca kierownika Wydziału Przemysłowo-Transportowego KC WKP(b)/KPZR, w latach 1953-1954 kierownik sektora tego wydziału. Od 1954 do lutego 1958 I zastępca kierownika Wydziału Przemysłu Obronnego KC KPZR, od lutego 1958 do 15 lutego 1981 kierownik Wydziału Przemysłu Obronnego KC KPZR, od 31 października 1961 do końca życia zastępca członka KC KPZR. Odznaczony pięcioma Orderami Lenina i Orderem Czerwonego Sztandaru. Deputowany do Rady Najwyższej ZSRR od VII do X kadencji. Pochowany na Cmentarzu Nowodziewiczym.